# 墨西拿海峡战役
墨西拿海峡战役是965年初拜占庭帝国与法蒂玛王朝的舰队在墨西拿海峡进行的交战，法蒂玛王朝在此获得了决定性的胜利，也标志着拜占庭皇帝尼基弗鲁斯二世从法蒂玛王朝手中收复西西里的尝试的彻底失败。

## 背景
902年阿格拉布王朝攻陷陶尔米纳标志着穆斯林对西西里的征服的完成，但拜占庭在西西里保留了几个前哨基地，而且陶尔米纳很快摆脱了穆斯林的控制。909年，法蒂玛王朝接管了阿格拉布王朝在伊夫起亚和西西里的城镇。法蒂玛王朝延续了圣战的传统，卡尔比兹王朝于950年代后，双方都在对抗基督徒在西西里东北部，以及更为显著的意大利南部的剩余领土，期间还穿插着临时的停战协议。
960-961年，拜占庭攻占克里特岛，此时法蒂玛王朝被与拜占庭签署的停战协议制约，同时由于距离过远，无法或不愿意干预。法蒂玛王朝将目光投向西西里岛，决定减少拜占庭在当地的前哨基地：陶尔米纳，戴蒙娜地区和诺托地区的堡垒，以及罗梅塔。陶尔米纳在经历9个月的围城后，于962年圣诞节沦陷，落入总督艾哈迈德·伊本·哈桑·卡比（Ahmad ibn al-Hasan al-Kalbi）之手；次年，艾哈迈德的兄弟哈桑·伊本·阿马尔（Al-Hasan ibn Ammar）围攻了罗梅塔，后者的驻军向拜占庭皇帝尼基弗鲁斯二世寻求支援，尼基弗鲁斯二世派遣了由当地贵族尼基塔斯·阿巴兰特斯（Niketas Abalantes）及其侄子曼努埃尔·福卡斯（Manuel Phokas）指挥的大规模远征队。

## 海峡战役
拜占庭援军于964年10月登陆，并迅速拿下了墨西拿以及其余位于戴蒙娜地区的堡垒，但他们援救罗梅塔的尝试被彻底击败了，曼努埃尔·福卡斯被杀，失去了支援的罗梅塔于965年春沦陷。
在罗梅塔被击败后，剩余的拜占庭军队被迫撤退至墨西拿，尼基塔斯·阿巴兰特斯试图指挥拜占庭舰队从此地穿过墨西拿海峡来到意大利本土，但被法蒂玛舰队拦截。在接下来发生的战斗中（此战役在阿拉伯文献中被称作海峡战役），法蒂玛总督雇佣了装备精良的潜水员来攻击拜占庭的舰船：德国伊斯兰学家海因茨·哈尔姆（Heinz Halm）描述道“他们会从自己所处的舰船上潜水，然后游到敌人的舰船边，把绳子系在船舵上，使得装有希腊火的陶罐可以沿着绳子滑到敌舰上，然后在船尾柱上破裂燃烧”。这种战术成功摧毁了许多拜占庭舰船，使得法蒂玛王朝在此战役中获得了决定性的胜利，根据阿拉伯历史学家，1,000名拜占庭军人被俘虏，包括他们的将领尼基塔斯及其下的很多军官，同时被缴获的还有一把沉重的印度剑，其上的铭文表明这把剑曾经属于伊斯兰教的创始人穆罕默德。

## 后续
这次战败导致拜占庭帝国在966-967年再次要求停战，达成和平协定后，西西里彻底落入了法蒂玛王朝手中，拜占庭的朝贡义务被延长以换取停止对卡拉布里亚的突袭。由于双方都在攻占其余领土，于是都愿意达成协议：尼基弗鲁斯二世正与哈姆丹王朝交战并攻占奇里乞亚，而法蒂玛王朝正计划征服埃及。在此期间法蒂玛王朝哈里发穆伊茲重新加固了西西里的一些城镇，并在戴蒙娜地区建造贾玛清真寺，同时让穆斯林在基督教主导的城镇定居，然而陶尔米纳被夷为平地，也许是作为和平协定的一部分，其直到976年才有人重新定居。
按照和平协定，拜占庭的俘虏，包括尼基塔斯，被帝国赎回。尼基塔斯在被关押在伊夫起亚期间将该撒利亚的巴西流和圣额我略·纳齐安的布道抄写成了书法手稿，在获释后，他将此手稿捐赠给了一家修道院，此手稿现藏于巴黎的法国国家图书馆。